# Psi Draconis
Psi Draconis o Dziban (ψ¹ Dra, ψ¹ Draconis) es una estrella de la constelación del Dragón.  Su nombre tradicional Dziban, procedente del árabe Adh-Dhi'ban, significa "Los dos lobos" o "Los dos chacales". Se sospecha que es la componente principal de un sistema binario cuya acompañante es una enana marrón.
En chino, esta estella es denominada 女史, Pinyin: Nǚshǐ, que significa Protocolo femenino debido a que esta estrella se define por sí misma como el asterismo del mismo nombre. 女史 (Nǚshǐ) occidentalizada como Niu She por R.H. Allen, con el significado de "El Palacio del Gobernante", o "La mujer letrada"
El equipo del centro de investigación planetaria Okayama de Japón publicó un artículo en la prensa a finales de 2008 informando que se han observado variaciones en la velocidad radial de esta estrella, lo que demuestra que puede estar acompañada por una componente subestelar tipo enana marrón. El compañero subestelar invisible podría tener una masa equivalente a 50 veces la masa de Jupiter con un periodo orbital de 8.77 años. Estos datos aún no han sido totalmente confirmados.